# Integral de Volkenborn
En matemàtiques, en el camp de l'anàlisi p-àdic, la integral de Volkenborn és un mètode d'integració de funcions p-àdiques.
Aquesta integral va ser definida pel matemàtic alemany Arnt Volkenborn en la seva dissertació a la Universitat de Colònia el 1971.

## Definició
Sigui {\displaystyle f:\mathbb {Z} _{p}\to \mathbb {C} _{p}} una funció dels enters p-àdics que prenen valors en els nombres p-àdics. La integral de Volkenborn es defineix pel límit, si existeix:
{\displaystyle \int _{\mathbb {Z} _{p}}f(x)\,{\rm {d}}x=\lim _{n\to \infty }{\frac {1}{p^{n}}}\sum _{x=0}^{p^{n}-1}f(x).}
Més en general, si
{\displaystyle R_{n}=\left\{\left.x=\sum _{i=r}^{n-1}b_{i}x^{i}\right|b_{i}=0,\ldots ,p-1{\text{ per a }}r<n\right\}}
llavors 
{\displaystyle \int _{K}f(x)\,{\rm {d}}x=\lim _{n\to \infty }{\frac {1}{p^{n}}}\sum _{x\in R_{n}\cap K}f(x).}

## Exemples
{\displaystyle \int _{\mathbb {Z} _{p}}1\,{\rm {d}}x=1}
{\displaystyle \int _{\mathbb {Z} _{p}}x\,{\rm {d}}x=-{\frac {1}{2}}}
{\displaystyle \int _{\mathbb {Z} _{p}}x^{2}\,{\rm {d}}x={\frac {1}{6}}}
{\displaystyle \int _{\mathbb {Z} _{p}}x^{k}\,{\rm {d}}x=B_{k}}
on {\displaystyle B_{k}} és el k-èssim nombre de Bernoulli.
Els quatre exemples anteriors es poden comprovar fàcilment mitjançant l'ús directe de la definició i la fórmula de Faulhaber.
{\displaystyle \int _{\mathbb {Z} _{p}}{x \choose k}\,{\rm {d}}x={\frac {(-1)^{k}}{k+1}}}
{\displaystyle \int _{\mathbb {Z} _{p}}(1+a)^{x}\,{\rm {d}}x={\frac {\log(1+a)}{a}}}
{\displaystyle \int _{\mathbb {Z} _{p}}e^{ax}\,{\rm {d}}x={\frac {a}{e^{a}-1}}}
Els dos últims exemples es poden comprovar formalment expandint la sèrie de Taylor i integrant el terme.
{\displaystyle \int _{\mathbb {Z} _{p}}\log _{p}(x+u)\,{\rm {d}}u=\psi _{p}(x)}
amb la funció logarítmica p-àdica {\displaystyle \log _{p}} i la funció digamma p-àdica {\displaystyle \psi _{p}}

## Propietats
{\displaystyle \int _{\mathbb {Z} _{p}}f(x+m)\,{\rm {d}}x=\int _{\mathbb {Z} _{p}}f(x)\,{\rm {d}}x+\sum _{x=0}^{m-1}f'(x)}
A partir d'aquí es dedueix que la integral de Volkenborn no és invariant per la translació.
Si {\displaystyle P^{t}=p^{t}\mathbb {Z} _{p}} llavors 
{\displaystyle \int _{P^{t}}f(x)\,{\rm {d}}x={\frac {1}{p^{t}}}\int _{\mathbb {Z} _{p}}f(p^{t}x)\,{\rm {d}}x}